# Bernat Lassaleta i Perrín

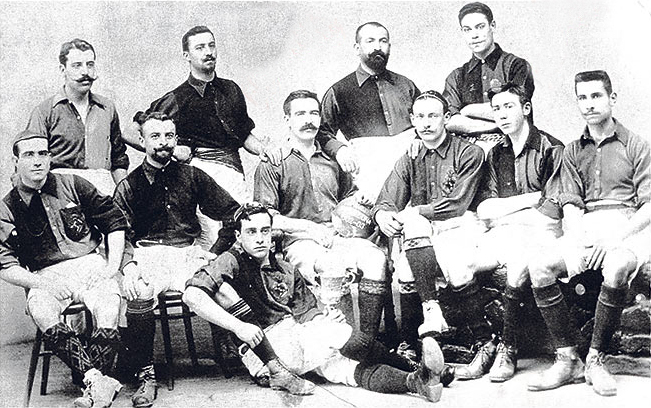
El Barça de 1903, campió de la Copa Barcelona. Dempeus: Llobet, Terradas, Reig i Vidal. Asseguts: Lluís d'Ossó, Steinberg, Meyer, Witty, Gamper, Harris i Lassaleta.

Bernat Lassaleta i Perrín (Alacant, 20 d'agost de 1882 - Barcelona, 12 de març de 1948) va ser enginyer industrial, catedràtic de metal·lúrgia general i tecnologia elèctrica de l'Escola d'Enginyers Industrials de Barcelona, professor de matemàtiques a l'Escola de Directors d'Indústries Elèctriques i a la de Perits Industrials de Barcelona i des del 1910 cap del laboratori de proves de l'empresa Siemens Schuckert Indústria Elèctrica SA a Catalunya. El 1921 va entrar com a acadèmic numerari a l'Acadèmia de Ciències i Arts de Barcelona. De jove, havia estat jugador del primer equip de futbol del FC Barcelona les temporades 1902-1903, assolint la quarta edició del Campionat de Catalunya i 1903-1904.
El 1923 formà part de la comitiva que acollí Albert Einstein en la seva visita a Catalunya convidat per la Mancomunitat de Catalunya, al qual acompanyà durant la seva visita al Monestir de Poblet, juntament amb la seva muller Elsa i els senyors Ventura Gassol i Rafael Campalans.